# Zouafques
Zouafques è un comune francese di 590 abitanti situato nel dipartimento del Passo di Calais nella regione dell'Alta Francia.
Il territorio comunale è bagnato dal fiume Hem.

## Storia

### Simboli
Il comune ha ripreso le armi della famiglia D'Ampleman, poi D'Ampleman de La Cressonnière, che dal XVII possedeva la signoria e la viscontea di Wolphus, oggi frazione di Zouafques.

## Società

### Evoluzione demografica
Abitanti censiti